# Oreopsar bolivianus
Oreopsar bolivianus là một loài chim trong họ Icteridae.